# Rudolf Karel
Rudolf Karel (ur. 9 listopada 1880 w Pilźnie, zm. 6 marca 1945 w Theresienstadt) – czeski kompozytor.

## Życiorys
W 1899 roku podjął studia prawnicze na Uniwersytecie Praskim, porzucił je jednak w 1903 roku. W latach 1901−1904 był uczniem w konserwatorium w Pradze, gdzie studiował u Antonína Dvořáka. Na początku XX wieku związany ze środowiskiem praskiej bohemy artystycznej. W 1914 roku został zaskoczony przez wybuch I wojny światowej, został internowany i zesłany do Taganrogu, gdzie pracował jako nauczyciel muzyki. Po wybuchu rewolucji październikowej pracował jako nauczyciel w Rostowie i następnie w Irkucku. Wstąpił do Korpusu Czechosłowackiego i objął kierownictwo działającej przy nim orkiestry symfonicznej, z którą koncertował na Dalekim Wschodzie. W 1920 roku ewakuował się wraz z żołnierzami Korpusu do kraju.
Od 1923 do 1941 roku był wykładowcą konserwatorium w Pradze. W 1927 roku przyznano mu nagrodę państwową za kantatę Vzkříšení. Odbył podróże artystyczne do Bułgarii (1927) i ZSRR (1929). W czasie II wojny światowej uczestnik ruchu oporu. W marcu 1943 roku został aresztowany przez Gestapo i osadzony w więzieniu Pankrác. W lutym 1945 roku przeniesiony do obozu koncentracyjnego Theresienstadt, zmarł niedługo przed wyzwoleniem na dyzenterię. Jego ciało, pochowane w zbiorowej mogile, nie zostało odnalezione.
W 1998 roku został pośmiertnie odznaczony Orderem Tomáša Garrigue Masaryka III klasy.

## Twórczość
Twórczość Karela stanowi pokłosie muzyki romantycznej. Był ostatnim uczniem Antonína Dvořáka. Nawiązywał do jego twórczości w warstwie technicznej, co przejawiało się w konsekwentnej pracy motywicznej i wariacyjnym kształtowaniu fraz przebiegu muzycznego. Jego własny styl nacechowany był strukturami skalowymi o cechach modalności i silnie rozbudowaną polifonią. Większość kompozycji powstałych w czasie pobytu kompozytora w Rosji zaginęła. W okresie międzywojennym w jego twórczości nastąpił przełom, spowodowany niemożnością nawiązania do własnych wcześniejszych dokonań ani ulokowaniem się w żadnym ze współczesnych prądów artystycznych. Częściowo sięgał do narodowego nurtu w muzyce czeskiej. Po aresztowaniu przez Niemców w czasie II wojny światowej wciąż pisał, także podczas pobytu w obozie koncentracyjnym.

## Ważniejsze kompozycje
(na podstawie materiałów źródłowych)

### Utwory orkiestrowe
- Renesanční symfonie (1910−1911)
- Symfonia f-moll (1914−1920, zaginiona)
- Symfonia D-dur (1914−1920, zaginiona)
- Jarní symfonie (1935−1938)
- Suita (1903−1904)
- Veseloherní ouvertura (1904−1905)
- Slovanské scherzo capriccio (1905)
- Fantasie (1905)
- epopeja symfoniczna Ideály (1906−1909, 2. wersja 1929)
- 4 slovanské taneční nálady (1912)
- poemat symfoniczny Démon (1918−1920)
- Revoluční předehra (1938−1941)
- Adagio na skrzypce i orkiestrę (1914)
- Symfonia na skrzypce i orkiestrę (1919, 2. wersja 1924)

### Utwory kameralne
- Nonet (1945, oprac. František Hertl)
- 3 kwartety smyczkowe (I 1902−1903, II 1907−1913, III 1935−1936)
- Kwartet fortepianowy (1915, zachowane 2 części)
- Trio fortepianowe (1903−1905)
- Sonata na skrzypce i fortepian (1913)
- Pankrácká polka na skrzypce i fortepian (1944)

### Utwory fortepianowe
- Klavirní skladby (1902)
- Thema con variazioni (1910)
- Sonata (1910)
- Pankrácká polka a Pankrácký valčik (1944)
- Terezinský pochod a Terezinský valčik (1945)

### Utwory na chór a cappella
- Zborov (1922)
- Tři dětské sbory (1945)

### Utwory wokalno-instrumentalne
- kantata Vzkříšení na solistów, chór i orkiestrę (1923−1927)
- kantata Sladká balada dětská na sopran, chór i orkiestrę (1928−1929)
- Černoch na baryton i orkiestrę lub fortepian (1934)

### Opery
- Ilseino srdce, libretto Antonín Kropáček i Karl Hugo Hilar (1906−1909, wyst. Praga 1924)
- Smrt kmotříčka, libretto Stanislav Lom (1928−1932, wyst. Brno 1933)
- Tři vlasy děda Vševěda, libretto kompozytora (1944−1945, orkiestracja zachowanych fragmentów Zbyněk Vostřák, wyst. Praga 1948)